# 西德尼·查普曼
西德尼·查普曼（英語：Sydney Chapman，1881年1月29日—1970年6月16日），也译作悉尼·查普曼，英国数学家暨地球物理学家，他对分子运动论、日地物理学和地球臭氧层的研究激发了人们数十年的广泛探索。 

## 生平

### 教育经历和早年生活
1888年1月29日，查普曼出生在英国索尔福德附近的埃克尔斯（Eccles），1902年在一所技术学院（即现今的索尔福德大学）开始了高中学业，1904年在他16岁时，进入曼彻斯特维多利亚大学，并成为最后一位获得家乡奖学金资助的大学生。查普曼后来回忆：「有时我真的不知道，如果当时名次更低将会怎样」。他最初就读于奥斯鲍恩·雷诺主管的工程系，其数学则受教于拜尔教授（教授职位名）贺拉斯·兰姆和最后一学年来自剑桥大学的约翰·伊登斯尔·利特尔伍德。虽然查普曼以工程学学位毕业，但由于他对数学非常热衷，因此，又留学一年取得了数学学位。遵照兰姆教授的建议，查普曼申请了剑桥大学三一学院奖学金。起初他仅作为减费生只被给予了部分奖学金（这意味着他必须为其它学生服务才能获得资助），但从次年起就获得了全额奖学金。1910年他以数学学位甲等及格生（Wrangler）的成绩毕业，并在戈弗雷·哈罗德·哈代手下开始了纯数学的研究，但一年后应弗兰克·沃生·戴森爵士之邀，赴格林尼治皇家天文台担任了他的首席助理。

### 职业经历
1914年到1919年，他回到剑桥大学担任数学讲师和三一学院研究员。1919年至1924年取得曼彻斯特大学应用数学拜尔教授职位，兰姆也曾获得这一职位，后来查普曼去了伦敦帝国学院。二战期间，他曾一度担任过军事委员会科学顾问代表。
1941年，查普曼被选为牛津大学「色德来自然哲学教授」（Sedleian Chair of Natural Philosophy，牛津大学数学研究所教授职位名），并被任命为牛津大学王后学院院士。1953年从牛津退休后，他利用一切机会在世界各地作研究和教学，包括在阿拉斯加大学、科罗拉多大学以及远至伊斯坦布尔、开罗、布拉格和东京等。1951年至1970年，他是阿拉斯加大学地球物理学院科学咨询总监，每年冬季都到阿拉斯加做为期三个月的极光研究，其余时间则在科罗拉多州博尔德高海拨天文台（High Altitude Observatory）度过。

### 逝世
1970年6月16日，查普曼在科罗拉多州博尔德去世，享年82岁。

## 学术研究
威尔弗里德·施罗德（Wilfried Schröder）在他的《对地球物理与宇宙物理史的贡献》一书中，曾评述过查普曼与一些德国地球物理学家间的关系（如厄特尔、巴特尔斯和阿·施密特）。
查普曼最出色的数学造诣是在随机过程领域，尤其是马尔可夫过程。在他对马尔可夫随机过程及其概括的研究中,查普曼和俄国安德雷·柯尔莫哥洛夫各自在该领域独立开发出了关键方程式-查普曼-科尔莫戈罗夫等式。查普曼被认为是在1930年率先对行臭氧层光化学机制进行研究之人。
查普曼也被公认为是日地物理学先驱之一，这方面的兴趣源于他早期对气体的分子运动理论的研究。他还研究过磁暴和极光，发展出通过地磁场与太阳风之间相互作用的关系来解释它们的理论。他曾质疑和嘲笑过挪威地球物理学家克雷斯蒂安·伯克兰（Kristian Birkeland）和汉尼斯·阿尔文（Hannes Alfven）的研究，但后来又采纳了伯克兰的理论。查普曼和他的学士后学生费雷罗（V. C. A. Ferraro）在20世纪30年代初就预示过磁层的存在，他们还预测出30年后被探索者12号卫星证实的磁层特征。
1940年，查普曼与在华盛顿卡耐基学院的德国同事朱利叶·斯巴特尔斯（Julius Bartels）共同出版了一部上下二册有关地磁的书籍 ，该本书后来成为接下来二十年的标准教材。
查普曼是国际地球物理年特别委员会主席，国际地球物理年的想法源自查普曼与詹姆斯·范·艾伦等科学家的一次讨论。国际地球物理年极大地促进了地球与空间科学等领域的发展，也导致了首颗人造卫星的发射。查普曼在国际地球物理年中的角色以及他对极光和夜光云业余研究工作的支持，特别是与德国人的合作，也被威尔弗里德·施罗德谈到过。

## 荣誉和奖项
查普曼一生曾获得过许多荣誉，其中包括1913年度的史密斯奖；1919年当选皇家学会院士；1931年皇家学会贝克里安演讲人；1934年皇家学会皇家奖章；1944年伦敦数学学会德摩根奖章；1949年被授予英国皇家天文学会金质奖章并在1953年入选爱丁堡皇家学会会员；1963年被授予皇家学会科普利奖章；1965年英国皇家气象学会西蒙斯金质奖章（Symons Gold Medal）；被选为美国、挪威、瑞典和芬兰国家科学院院士。1929年－1931年任伦敦数学学会主席；1932年－1933年为皇家气象学会主席。 
以他名字命名的有：
月球上的查普曼环形山；阿拉斯加大学费尔班克斯分校西德尼·查普曼大楼，该大楼是阿拉斯加大学地球物理研究所第一所永久性建筑，现在里面有计算机科学系和数学和统计学系；美国地球物理联盟举办的「查普曼会议」，这是一个小型专题会议，旨在促进关键领域的创新研究；英国皇家天文学会为纪念他而设立的查普曼奖章。

## 备注
1. 1 2 3  考林, T. G. . 皇家学会院士传记. 1971, 17: 53. doi:10.1098/rsbm.1971.0003.
2. 1 2 3  西德尼·查普曼在數學譜系計畫的資料。
3. ↑  卡恩, 弗兰兹·丹尼尔. . ethos.bl.uk (博士论文) (牛津大学). 1950年  [2017-10-20]. （原始内容存档于2017-07-13）.
4. 1 2  Akasofu, S. I. . Space Science Reviews. 1970, 11 (5). Bibcode:1970SSRv...11..599A. doi:10.1007/BF00177026.
5. 1 2 3 4  Akasofu, S. I. . Eos, Transactions American Geophysical Union. 2011, 92 (34): 281–282. Bibcode:2011EOSTr..92..281A. doi:10.1029/2011EO340001.
6. 1 2 3 4 5 6  約翰·J·奧康納; 埃德蒙·F·羅伯遜, ,  （英语）
7. ↑  Finding aid to papers of Sydney Chapman, Niels Bohr Library and Archives, accessed 7 September 2008
8. ↑  Sydney Chapman page at the Geophysical Institute of the University of Alaska, Fairbanks （页面存档备份，存于） includes sections from Sydney Chapman, Eighty, From His Friends, accessed 4 October 2008
9. ↑  Hockey, Thomas. . Springer Publishing. 2009  [2012-08-22]. ISBN 978-0-387-31022-0. （原始内容存档于2014-08-26）.
10. ↑  Keith B. Mather. . Geophysical Institute.   [2010-12-20]. （原始内容存档于2010-12-07）.
11. ↑  Acate Geophysica and Geodetica Hungarigca, 2009
12. ↑  Sydney Chapman, eighty: From His Friends
By Sydney Chapman, Syun-Ichi Akasofu, Benson Fogle, Bernhard Haurwitz, University of Alaska (College). Geophysical Institute, National Center for Atmospheric Research (U.S.) Published by National Center for Atmospheric Research, 1968
13. ↑  Lucy Jago (2001). The Northern Lights. New York: Alfred A. Knopf. ISBN 0-375-40980-7
14. ↑  Schuster, A. . Proceedings of the Royal Society A: Mathematical, Physical and Engineering Sciences. 1911, 85 (575): 44. Bibcode:1911RSPSA..85...44S. doi:10.1098/rspa.1911.0019.
15. ↑  Sydney Chapman; J. Bartels. . Oxford Univ. Press. 1940.
16. ↑  Sydney Chapman; J. Bartels. . Oxford Univ. Press. 1940.
17. ↑  Schröder, W., Beiträge Geschichte der Geophysik und Kosmische Physik, Volume 2008
18. ↑  .   [2011-08-28]. （原始内容存档于2011-08-05）.
19. ↑  Tayler, R.J. . Oxford: Blackwell. 1987: 202. ISBN 0-632-01792-9.

| 前任： 贺拉斯·兰姆 | 曼彻斯特大学应用数学拜尔席教授 1924年–1928年 | 繼任： 爱德华·亚瑟·米尔恩 |